# Franciscus Modius

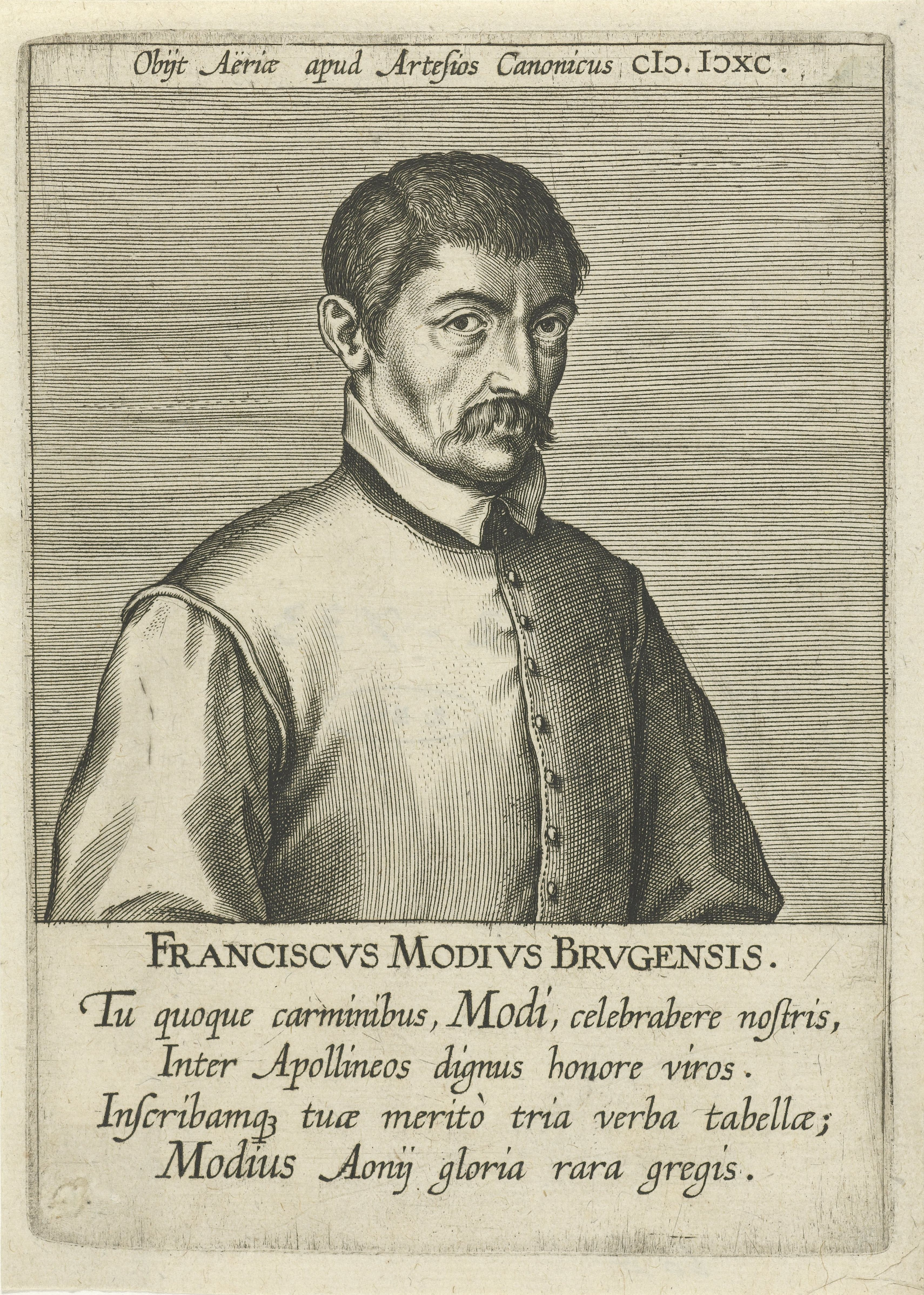
Portret van Franciscus Modius.

Franciscus Modius (Oudenburg, 1556 – Aire-sur-la-Lys, 23 juni 1597), ook François de Maulde of Franciscus Modius Bruggensis, was een humanist, dichter en Latijns schrijver.

## Levensloop
Modius behoorde tot een oud adellijk geslacht. Onder zijn voorouders bevonden zich twee letterkundigen, de dichter Dieudonné van Marivoorde en de hellenist Franciscus Nansius, burgemeester van het Brugse Vrije, met wie hij gedichten uitwisselde en een drukke briefwisseling voerde. 
Modius doorliep een eerder woelig leven dat hij zelf heeft beschreven in een brief die hij richtte aan Marc Schweickher, evenals in het voorwoord van de Pandectae triumphales (Frankfurt am Main, 1586). In de bibliotheek van München bewaart men het autobiografisch journaal van Modius voor de jaren 1581-1588 en een hoeveelheid nota's van zijn hand, die voor de kennis van zijn persoon essentieel zijn.
Hij doorliep zijn eerste schooljaren in zijn geboortestad. De priester Hubert Bussiers, die later protestant werd, was een van zijn leraars. Hij hield er geen te beste herinneringen aan over, zoals hij schreef aan Justus Lipsius. Hij studeerde verder in Brugge, onder de leiding van Andreas Hoius. Vervolgens trok hij rond 1570 naar Douai, waar hij rechten studeerde onder de leiding van Jean Vendenti en Boetius Epo. In 1573 promoveerde hij tot doctor in beide rechten. Hij verbleef vervolgens in Leuven en in Keulen. In Leuven volgde hij de cursussen van de filoloog Cornelius Valerius. In 1576 was hij in Brugge, waar hij werkte aan de publicatie van de bucolische dichter Calpurnius Siculus en van diens volgeling Marcus Aurelius Olympius Nemesianus. 
In 1577 schreef hij een elegie die hij naar Justus Lipsius stuurde om in een van zijn werken als inleiding te dienen. Hij bezorgde ook Latijnse gedichten aan de Brugse uitgever-drukker Hubertus Goltzius voor zijn Thesaurus rei antiquariœ tiberrimus (Antwerpen, Plantin, 1579). 
Op 19 maart 1578 liet hij zich inschrijven in de universiteit van Leiden. Hij bleef er niet lang, want het jaar daarop verbleef hij in Luik bij Laevinus Torrentius. Na korte tijd trok hij naar Antwerpen. De moeilijke politieke toestand maakte dat hij ook daar niet lang bleef.
Hij trok naar Keulen en vond er een rustig onderkomen bij graaf Karel II van Egmont, die er studeerde. Hij verbleef er twee jaar en wijdde zich volledig aan het schrijven. Hij vond inspiratie in de talrijke handschriften en boeken die hij aantrof in de verschillende bibliotheken die Keulen rijk was, in eerste instantie in de kathedraalbibliotheek. Hij had trouwens voordien al de bibliotheken bezocht van de Duinenabdij en van de Sint-Bertinusabdij in Sint-Omaars en de bibliotheken in Tongeren, Luik en Leuven.
In 1580 werd het leven in Keulen voor hem moeilijk en trok hij naar Frankfurt, waar hij de secretaris werd van Adolf Herman Riedesel von Aysenbach, maarschalk van Hessen. Na een klein jaar nam hij weer contact op met de graaf van Egmont en aanvaardde diens belangen te gaan verdedigen, zowel bij de regeerders in de Zuidelijke Nederlanden als bij Willem van Oranje. Hij hoopte meteen zijn eigen familiezaken in orde te kunnen brengen. Hij slaagde in geen van beide.
Toen hij per boot overstak van Amsterdam naar Bremen op 6 juli 1580, kwam het schip terecht in twee hevige stormen, die hem bijna het leven kostten. Toen Karel van Egmont van zijn eigendommen werd beroofd en zich in dienst moest stellen van de hertog van Gulik, keerde Modius naar Riedesel terug, maar daar was zijn functie ondertussen door iemand anders ingenomen. Gelukkig vond hij steun bij de arts in Würzburg, zijn vriend Johannes Posthius, een talentvol Latijns dichter, die hem in contact bracht met de rijke en genereuze deken Erasmus Neustetter, dit Stürmer. Die nodigde hem uit in zijn woning te komen verblijven, wat hij deed van 28 oktober 1581 tot 17 september 1584. Hij werd er met de grootste voorkomendheid en goedheid behandeld en kreeg de bibliotheek van zijn gastheer ter beschikking, die de reputatie had een van de beste van zijn tijd te zijn. Naast ander werk publiceerde Modius er een dik volume met Latijnse verzen, dat hij aan zijn beschermheer opdroeg.
Het was ook via de talrijke brieven die hij naar zijn vrienden en collega's verstuurde, dat Modius de vrucht van zijn opzoekingen en overwegingen meedeelde. Er zijn 133 brieven bekend die hij vanuit Würzburg, Bamberg en Comburg verstuurde naar bekende klassieke filologen en andere personaliteiten, onder meer Abraham Ortelius, Adolf van Meetkerke, Adolphe en Adrien de Merode, Andreas Schott, Bonaventura De Smet, Karel van Egmont, Karel Uutenhove, Erasmus Neustetter dit Stürmer, Franiscus Nansius, Fulvius Orsini, Georges Louis de Hutten, Georges Eattaler, Guido Laurinus, Henri Estienne, Jérôme Berchem, Janus Dousa, Janus Lernutius, Livinius, Johannes Posthius, Justus Lipsius, Laevinus Torrentius, Marc-Antoine Muret, Martinus Crusius, Melissus, Filips III van Croÿ, Rembert Dodoens, Suffridus Petrus, Théodore Canter, Stephanus Pighius en Victor Giselin.
In 1584 bleef hij enkele maanden in Fulda en werkte er van september tot december in de vermaarde bibliotheek van deze stad. Vervolgens keerde hij, op aandringen van vrienden, naar de Zuidelijke Nederlanden terug. Men verzekerde hem dat de rust was teruggekeerd, maar Modius trof een nog zeer verward land aan. Hij had veel moeite om Kortrijk te bereiken en om vandaar naar Brugge te kunnen reizen. Daar aangekomen trof hem de heersende ontreddering en armoede en moest hij vaststellen dat van zijn eigendommen ongeveer niets overbleef. Hij besloot dan maar terug te keren naar Duitsland, meer bepaald naar Frankfurt am Main. De jurist Henri Kellner hielp hem die moeilijke periode door te komen.
Modius liet zich om den brode in dienst nemen als corrector bij Feyrabend (september 1585 - Pasen 1587). In dezelfde hoedanigheid werkte hij enkele maanden bij Wechel, tot in december 1587. De bezoldigingen, samen met de opbrengst van zijn vertalingen en de soms royale giften die hij kreeg van de personaliteiten die hij in gedichten bezong, verzekerden hem een voldoende inkomen. In Frankfurt bleef hij zeer productief. Op verzoek van Feyrabend schreef hij een aantal korte gedichten gewijd aan de uniformen van de kerkbedienaars Cleri totius Ramante Ecclesia subjecti, Seu, Ponlißciorum ordi num omnium omnino ntriusquesexus, habi tus, artißciosissimis fiyuris, quibus Fran cisco Modii singulaoclosticha adiecta sunt, nunc primum a Judoco Ammanno expres si, etc., Liber singularis : in quo cuiusque ordini» Ecclesiastici origo, progressas, & vestitus ratio breuiter ex variis Historicis quasi delineatur, Francfurt, Sigism. Feyrabend, 1585. 
Verder werkte Modius aan een van zijn voornaamste ondernemingen, een lang traktaat gewijd aan de oudheid en haar geschiedenis, dat hij klaar kreeg in 1586. Hij behandelde er onder meer de ceremonies, de triomftochten, de plechtige stoeten, de steekspelen en toernooien, de krijgsspelen, enz.
Zijn autobiografie eindigt in 1588 en over de volgende elf jaar is men minder geïnformeerd. Hij bleef een reizend leven leiden. In 1591 verbleef hij in Ingolstadt bij Otbertus Gifanius, die nadien een brief schreef naar Justus Lipsius (gedateerd 31 juli 1591), waarin hij zijn beklag maakte over het onrustig temperament en de levenswijze van Modius. In december 1587 verliet Modius Frankfurt, om gehoor te geven aan een uitnodiging van Karel van Egmont, die naar de Zuidelijke Nederlanden was teruggekeerd. De terugreis leverde nieuwe problemen op. Modius was in Bonn geraakt, waar hij enkele vrienden ging bezoeken, net op het ogenblik dat een generaal de stad innam en door zijn troepen liet plunderen. Modius werd zwaar verwond, verloor de bezittingen die hij bij zich had en werd in de gevangenis geworpen. Pas toen hij 225 gulden losgeld had betaald kwam hij in februari 1588 vrij. In 1594 vertrok hij naar Denemarken met een ambassade onder leiding van Karel van Egmont. 
Uiteindelijk, in zijn laatste levensjaren, werd hij kanunnik in het kapittel van de collegiale Sint-Pieterskerk Aire-sur-la-Lys in Artesié, waar zijn beschermheer Karel van Egmont in 1590 de proost van was geworden. Hij bleef er actief, onder meer met opzoekingen over Latijnse schrijvers in de rijke bibliotheek van de naburige Sint-Bertinusabdij. Zo liet hij in 1596 aan Justus Lipsius weten dat hij een heruitgave wilde realiseren van de werken van Frontinus en van Quintus Curtius. Hij was ook met Moretus in onderhandeling over nieuwe publicaties. 
Modius was pas eenenveertig toen hij in Noord-Frankrijk overleed. Hij werd in de Sint-Pieterskerk van Aire begraven.

## Publicaties
- Scriptores rei militaris, 1580.
- Q. Curti Rufi Hisloriarum M. Alexandri II, Keulen, 1581.
- Lectiones non-antiquaeFrankfurt, 1584.
- Octosticha ac singulas cleri romani figuras, 1585.
- Pandectae triomphales, sive PPomparum & Festorumac solennium apparatuum (...), 1587.
- Poemata ad amplissimum et splendidissimim, opgedragen aan Erasmus Neustetter, Würzburg, 1583.
- Funera, 25 gedichten.
- Silva, 18 gedichten, het zeventiende gewijd aan de stad Brugge en aanvangend met de zin: Quod Latio Roma est, doctae quodq. Helladi A lioc ego sum Belgis, Belgica Briggia, mei.
- Drieënzestig epigrammen, opgedragen aan Julius, bisschop van Würzburg.
- Sacra Carmina, opgedragen aan bisschop Antonius.
- Hodœporicum Francicum seu Thermie Carolina ad Cl. v. Joannen Posthium, Archialrum Wirzeburgicum cum Eiusdem Modii Elegia in Natalem Ampliss. & splendidiss. Erasmi Neustetteri,etc., 1583.
- Novantiqua lectiones, tributa in Epistolas centum, et quod excurrit (...), Frankfurt, Andreas Wechel, 1584.
- Trogi Pompeii Historiée Philippic« Epitoma. Recogn. et ad mss. emacili, a Fra. Mudio, 1587.
- Praxis rerum Criminalium et Tractatus omnium nobiliorum qui in hanc usque diem exstiterunt Jurisconsultorum, Frankfurt, 1587.
- Repertorium sententiarum & regulurium, item definitionum, divisionum, differentiarum formularum, singularium locutionum, epithetorum, dictionum denique omnium ex universo Iuris Civilis corpore et glossis, tam veteribus quam recentioribus collectarum, tributum in duos tomos a Petra Cornelio Bredenrodio, Frankfurt.
- Corpus Juris Civilis, Frankfurt.
- Corpus Canonicum, opgedragen aan Ernest von Mengerstorff, bisschop van Bamberg, Frankfurt.
- Continuatio historiœ Byzantines a capta Constantinopoli ad nostra usque tempora Franc. Modii, Frankfurt, Feyrabend.
- Patrocinium pupillorum & viduarum novum.
- Pro dedicatoria Mascardi.
- Pro Lexico Brissonii.
- Pro erosis in criminalibus restituendis, heruitgave van een werk van Joos de Damhouder.
- Titus Livius, 1588, laatste uitgave door Modius.